# Melcherstefflalm
Die Melcherstefflalm oder Hintere Felleralm ist eine Alm in den Bayerischen Voralpen. Sie liegt im Gemeindegebiet von Wackersberg.
Das Almgebiet befindet sich östlich unterhalb des Vogelkopfes. Die Alm war bereits auf der Uraufnahme namentlich erwähnt.
Die Alm wird am einfachsten über einen Fahrweg von Arzbach über das untere Ende des Längentals aus erreicht.